# Heilwood
Heilwood és una concentració de població designada pel cens dels Estats Units a l'estat de Pennsilvània. Segons el cens del 2000 tenia 786 habitants.

## Demografia
Segons el cens del 2000, Heilwood tenia 786 habitants, 304 habitatges, i 221 famílies. La densitat de població era de 78,8 habitants per quilòmetre quadrat.
Dels 304 habitatges en un 32,9% hi vivien nens de menys de 18 anys, en un 56,3% hi vivien parelles casades, en un 11,8% dones solteres, i en un 27% no eren unitats familiars. En el 26% dels habitatges hi vivien persones soles el 16,1% de les quals corresponia a persones de 65 anys o més que vivien soles. El nombre mitjà de persones vivint en cada habitatge era de 2,59 i el nombre mitjà de persones que vivien en cada família era de 3,09.
Per edats la població es repartia de la següent manera: un 24,8% tenia menys de 18 anys, un 9,2% entre 18 i 24, un 26,1% entre 25 i 44, un 21,9% de 45 a 60 i un 18,1% 65 anys o més.
L'edat mediana era de 39 anys. Per cada 100 dones de 18 o més anys hi havia 88,8 homes.
La renda mediana per habitatge era de 29.722 $ i la renda mediana per família de 35.000 $. Els homes tenien una renda mediana de 28.819 $ mentre que les dones 21.591 $. La renda per capita de la població era de 12.487 $. Entorn del 13,3% de les famílies i el 17% de la població estaven per davall del llindar de pobresa.

## Poblacions més properes
El següent diagrama mostra les poblacions més properes.